# 鬼魟
鬼魟（学名：Dasyatis lata），又名鬼土魟、魴仔，为魟科魟屬的鱼类。分布于台灣、夏威夷等。该物种的模式产地在夏威夷。